# 国際連合安全保障理事会決議1887
国際連合安全保障理事会決議1887（こくさいれんごうあんぜんほしょうりじかいけつぎ1887、英: United Nations Security Council Resolution 1887）は、2009年9月24日に国際連合の安全保障理事会における「核不拡散・核軍縮に関する安保理首脳会合」で採択された核軍縮、核不拡散、原子力平和利用、核セキュリティ等、核関連の全分野を包括する決議。略称はUNSCR1887。

## 概要
国連安保理決議1887は、核軍縮、核不拡散、原子力平和利用、核セキュリティ等4つの分野を網羅する包括的決議で、アメリカのバラク・オバマ大統領が2009年4月5日に発表した『核兵器のない世界』構想実現に向けた条件を構築することの決意を表明するとともに、以下を含む全11項目について今後の国際社会の核分野における具体的行動目標を策定した。決議は全会一致で採択された。
1. 核不拡散条約（NPT）体制の強化
2. 米露核軍縮（STARTII）の後継条約の推進
3. 非核地帯構想推進への歓迎と支持の表明
4. 包括的核実験禁止条約（CTBT）の早期発効の要請
5. 兵器用核分裂性物質生産禁止条約（カットオフ条約）締結に向けた条約交渉の推進

## 特長
決議1887は、核軍縮・不拡散をテーマとする初の安保理首脳会合において、議長国として『核のない世界』を提唱したオバマ米大統領本人が議長を務め、理事国として日本の鳩山由紀夫総理大臣も出席し、14カ国の首脳がそれぞれ声明を発表する等、その決定に主要国の最大限の意思が表明される首脳級会合の中で採択された。鳩山総理大臣の声明では、「核保有の潜在的能力を持ちながら非核三原則を掲げ続けている」として、日本が核軍縮を促進する最も説得力を持つ国であるという表明がなされた。

## 成立の経緯
決議1887号の検討に先立つ2009年9月15日、議長国の米国が首脳会合の意図する内容と目的を明記したコンセプトペーパー（S/2009/463）を安保理及び国連事務総長に提出した。このペーパーにおいて、会合では核の脅威を減少させる3つの題目（軍縮、核軍縮、NPT体制の強化）と関連する題目について協議を行い、以下の項目について支持を獲得することが目的であることが明文化され、会合ではこのペーパーに基づいて起草された米国提出の決議案が検討されることとなった。
- カットオフ条約交渉の推進
- 国際原子力機関（IAEA）追加議定書の批准推進
- CTBTの批准促進
- 戦略兵器削減交渉（START）の推進
- 決議1540（2004年）の履行強化

## 解説
採択の同日に国連安保理が発表した報道資料及び日本政府資料によると、決議の内容は次の通り。
- 核の脅威に関する第一義的責任が安保理に所在すると強調
- 核関連条約の不履行・違反は安保理での検討事項であると強調
- NPT加盟国に対し、2010年の同条約再検討会議において条約の3本柱（核保有国の非核化、非保有国への拡散防止、原子力の平和利用）を強化する目標を設定することを要請
- 核不拡散体制に対する「重大な挑戦を行っている国々」に対し、条約の完全なる履行を要求
- IAEAの保障措置協定への履行を停止した国々に対する核関連物質の輸出を禁止するよう要請
- 「核兵器のない世界」に向けた条件を構築することを決意
- NPT非締約国に対し、非核兵器国としての加入を要請
- 市民社会がNPTの目的を推進する上で行っている貢献に留意
- すべての国が核実験を行わず、CTBTを署名・批准し、早期発効することを要請
- カットオフ条約の早期交渉を要請
- 過去の安保理決議を再確認（但し、具体的な国・地域名は言及せず）
- IAEAの追加議定書への署名・批准・実施を要請
- 原子力平和利用を推進することを奨励
- 核テロへの懸念を表明